# Ёль (приток Содзима)
Ёль (Ев, Ель) — река в России, протекает на северо-западе Удорского района Республики Коми. Левый приток реки Содзим.
Длина реки составляет 81 км.
Притоки (км от устья):
- 12 км: ручей Озимшор-Ёль (пр)[3].

## Данные водного реестра
По данным государственного водного реестра России относится к Двинско-Печорскому бассейновому округу, водохозяйственный участок реки — Мезень от истока до водомерного поста у деревни Малонисогорская. Речной бассейн реки — Мезень.
Код объекта в государственном водном реестре — 03030000112103000047528.